# Seznam belgijskih pevcev resne glasbe
Seznam belgijskih pevcev resne glasbe.

## A
- Blanche Arral
- Désirée Artôt

## B
- Ria Bollen

## C
- François van Campenhout
- Jan van der Crabben

## D
- José van Dam
- Liesbeth Devos
- Hector Dufranne
- Ernest van Dyck

## E
- Ilse Eerens
- Camille Everardi

## F
- Hippolyte Fierens-Gevaert

## H
- Fanny Heldy

## L
- Marc Laho

## M
- Léontine de Maësen
- Guy de Mey

## N
- Jean Noté

## S
- Marie Sasse
- Marguerite Sylva

## T
- Bernard Tokkie